# Michał Koj
Michał Koj (* 28. Juli 1993 in Ruda Śląska) ist ein polnischer Fußballspieler und aktuell bei Erstligist Górnik Zabrze unter Vertrag.

## Karriere

### Verein
Koj kam über die Jugendabteilungen Slavia Ruda Śląska von  und Górnik Zabrze zur Jugend von Ruch Chorzów, wo er bis Januar 2010 in der U-19 spielte, ehe er zur U-20 des griechischen Traditionsvereins Panathinaikos Athen wechselte. Nachdem sich der Verteidiger dort nicht durchsetzen und nicht für die Profiabteilung empfehlen konnte, war er zwischen Juli 2012 und Januar 2013 vereinslos.
Im Januar 2013 wechselte Koj erneut nach Polen und kam zunächst über die zweite Mannschaft von Pogoń Stettin zur ersten Mannschaft und absolvierte in der Saison 2013/14 vier Spiele, in der darauffolgenden Saison nur zwei Spiele. Wirklich Fuß fassen konnte Koj in der Ekstraklasa erst mit seinem Wechsel zum Liga- und Lokalrivalen Ruch Chorzów, für die er bereits in der Jugend spielte. Für den oberschlesischen Traditionsverein und Rekordmeister konnte er in der Saison 2015/16 26 Spiele bestreiten und erzielte dabei auch vier Tore.
Seit 2017 spielt er wieder bei seinem Jugendverein Górnik Zabrze. Hier kam er am 19. Juli 2018 auch erstmals in der Qualifikation zur Europa League zum Einsatz.